# François Joseph Naderman

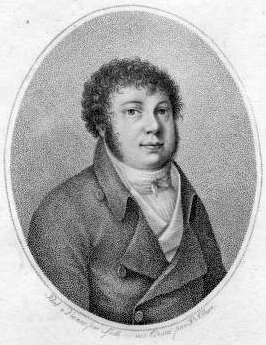
François Joseph Naderman

François Joseph Naderman (Parijs, 5 augustus 1781 - Parijs, 2 april 1835) was een Frans harpist en componist.
Als zoon van de instrumentenbouwer Jean Henri Naderman kwam hij al zeer snel met de harpmuziek in aanraking. Zo studeerde hij harp bij Jean-Baptiste Krumpholtz, een andere bekende harpcomponist van die periode. Voornamelijk na de Franse Revolutie kreeg hij bekendheid als musicus. Naderman stond ook aan de basis van de harp-opleiding aan het Conservatoire national supérieur de musique in Parijs.
- Biblioteca Nacional de España: XX1376475
- Bibliothèque nationale de France: cb147993672 (data)
- CiNii: DA10933969
- Gemeinsame Normdatei: 135959292
- International Standard Name Identifier: 0000 0000 8398 7664
- Library of Congress Control Number: n81100688
- Nationale Bibliotheek van Letland: 000335644
- Base Léonore: LH//1973/10
- MusicBrainz: 3b3ca257-8bdf-4663-b8e3-e62acea18bbe
- Nationale Bibliotheek van Tsjechië: mzk2006356182
- Nederlandse Thesaurus van Auteursnamen: 097054941
- Istituto Centrale per il Catalogo Unico: LO1V186354
- SNAC: w6k07gdx
- Système universitaire de documentation: 203208668
- Trove: 1499175
- Virtual International Authority File: 87140917
- WorldCat: E39PBJvHfxxBpgYpFjYRFKKyBP